# Ferial Farouk
La princesse Ferial Farouk (en arabe : الأميرة فريال), née en 1938, est l'aînée des enfants du roi Farouk d'Égypte et de Farida d'Égypte.

## Biographie

### Jeunesse
La princesse Ferial naît le 17 novembre 1938 à Alexandrie. Au moment de sa naissance, le roi Farouk a dix-huit ans tandis que sa femme, Farida d'Égypte, en a dix-sept. Sa naissance est marquée par des célébrations nationales qui comprennent la distribution de vêtements et de petits déjeuners gratuits à des milliers de pauvres. En outre, chacune des 1700 familles des enfants nés le même jour reçoivent une livre égyptienne, ce qui, pour l'époque, représente une grosse somme. La princesse Ferial a ensuite deux autres sœurs, les princesses Fawzia (en) et Fadia. Désireux d'avoir un héritier, le roi Farouk répudie la reine Farida, en 1949 et épouse, le 6 mai 1951, Narriman Sadek. De cette union naît, le 16 janvier 1952, Fouad II, demi-frère de Ferial et dernier roi d'Égypte.

### Exil
En 1952, la révolution égyptienne et le coup d'État dirigé par le mouvement des officiers libres, renversent le  roi Farouk et contraint la famille royale à l'exil en Italie. Elle quitte l'Égypte, à l'âge de 13 ans, sur le yacht royal Mahroussa.  L'exil de la famille se passe à Naples, Capri puis Rome. La correspondance de Ferial, avec sa mère Farida, montre qu'elle était très triste de quitter l’Égypte et surtout les gens qu'elle connaissait et aimait.
Ferial ne peut retourner en Égypte tant que Nasser reste au pouvoir. Ce n'est qu'en 1973, trois ans après la mort de Nasser, qu'elle est autorisée par le nouveau régime de Sadate à rentrer au pays et obtient un passeport égyptien. Plus tard, elle passe ses vacances d'été en Égypte, avec sa fille Yasmine, pour rendre visite à ses parents.

## Source de la traduction
- (en) Cet article est partiellement ou en totalité issu de l’article de Wikipédia en anglais intitulé « Princess Farial of Egypt » (voir la liste des auteurs).